# Osmia nigrifrons
Osmia nigrifrons är en biart som beskrevs av Cresson 1878. Osmia nigrifrons ingår i släktet murarbin, och familjen buksamlarbin. Inga underarter finns listade i Catalogue of Life.